# Shinkansen Serie L0
Lo Shinkansen Serie L0 è un elettrotreno giapponese a levitazione magnetica, derivato dal prototipo JR Maglev.

## Storia
In seguito all'approvazione della costruzione del Chūō Shinkansen si rese necessaria l'idea di progettare il materiale rotabile per il servizio su quella linea. Nel novembre 2012 il progetto è stato rivelato al pubblico e nel giugno seguente è stato consegnato il prototipo per le sperimentazioni.
Il 15 aprile 2015 ha stabilito il record mondiale di velocità su rotaia con 590 km/h e il 21 dello stesso mese è stato il primo convoglio terrestre a superare i 600 km/h (603 km/h)